# Perseverando José Rodrigues Ferreira
Perseverando José Rodrigues Ferreira (Rio Pardo, 20 de fevereiro de 1802 - ?) foi um educador e político brasileiro.
Filho de José Rodrigues Ferreira  e Maria Joaquina, casou com Isidora Coleta de C. de Figueiredo., com quem teve dois filhos.
Foi em 1826 nomeado professor de primeiras letras em Rio Pardo.
Era presidente da Câmara Municipal de Rio Pardo quando iniciou a Revolução Farroupilha, onde assinou a resposta dos vereadores contra as propostas e insinuações do então legalista Bento Manoel Ribeiro.
Foi suplente convocado na 1ª Legislatura da Assembleia Legislativa Provincial do Rio Grande do Sul.